# Otón de Montcada y de Luna
Otón de Montcada y de Luna (Seròs, 1390 – Tortosa, 20 febbraio 1473) è stato uno pseudocardinale spagnolo.

## Biografia
Nacque a Seròs nel 1390.
L'antipapa Felice V lo elevò al rango di cardinale nel concistoro del 2 ottobre 1440.
Morì il 20 febbraio 1473 a Tortosa.